# Продемократический лагерь (Макао)
Продемократический лагерь (кит. 民主派, порт. Сampo pró-democracia) — союз политических партий, организаций, политиков и общественных активистов, являющихся противниками Пропекинского лагеря, Правительства Китая, Компартии Китая и Правительства Макао.
Члены лагеря критикуют Правительство Макао, созданное в 1999 году как «недемократическое» и не отражающее реальную волю народа. Они выступают за демократизацию Макао, реформы избирательной системы и введение всеобщего избирательного права и улучшение ситуации с правами человека как в Макао, так и во всем Китае.

## Партии и организации, входящие в лагерь
- Новая ассоциация Макао
  - Новая демократическая ассоциация Макао
  - Процветающая демократическая ассоциация Макао
- Новая надежда

## Результаты выборов
| Выборы                              | Количество голосов | % голосов | Мест получено | Изменения    | Статус      |
| ----------------------------------- | ------------------ | --------- | ------------- | ------------ | ----------- |
| Парламентские выборы в Макао (2001) | 22 212             | 27.43     | 3 из 12       | Новая партия | Меньшинство |
| Парламентские выборы в Макао (2005) | ▲ 35 896           | ▲ 28,75   | 3 из 12       | ▬            | Меньшинство |
| Парламентские выборы в Макао (2009) | ▲ 47 987           | ▲ 33,83   | 4 из 12       | ▲ 1          | Меньшинство |
| Парламентские выборы в Макао (2013) | ▼ 39 727           | ▲ 27.13   | 4 из 14       | ▬            | Меньшинство |
| Парламентские выборы в Макао (2017) | ▲ 46 442           | ▼ 26.90   | 4 из 13       | ▬            | Меньшинство |
| Парламентские выборы в Макао (2021) | ▼ 18 232           | ▼ 13,81   | 2 из 13       | ▼ 2          | Меньшинство |

## Критика
Продемократический лагерь часто подвергается критике со стороны официальных китайских властей в связи с их антиправительственными и антикоммунистических и заявления. В некоторых СМИ членов лагеря называли «предателями» и обвиняли в государственной измене.